# Грация (дъщеря на Фронтон)
Грация  (на латински: Gratia) е римлянка от 2 век.
Произлиза от италианската фамилия от Цирта в Нумидия. Дъщеря е на Марк Корнелий Фронтон, който е граматик, реторик, адвокат, суфектконсул 142 г., учител на синовете na император Антонин Пий.
Омъжва се за Гай Ауфидий Викторин. Съпругът ѝ произлиза от Пизаурум в Умбрия и бил заедно с Марк Аврелий ученик на баща ѝ. Той става суфектконсул 155 г. и консул 183 г. От 179 до 183 е градски префект и умира през 185 г.
Нейните синове Марк Ауфидий Фронтон и Гай Ауфидий Викторин са редовни консули през 199 и 200 г.